# Dhjána a buddhizmusban
A dhjána (szanszkrit; dévanágari: ध्यान) vagy dzshána (झान) (páli) jelentése meditáció a hinduizmusban, a buddhizmusban és a dzsainizmusban. A buddhizmusban a tudat megművelt állapotainak egy sorozata, amely elvezet a tökéletes egykedvűség és éberség állapotához (upekkhii-szati-piirisuddhl)."
A dhjána lehetett a korai buddhizmus legfőbb gyakorlata, de később a fejlődése során a meditáció egyéb formáihoz kapcsolták.
A szanszkrit dhjána szó kínai átírásban csanna vagy röviden csan. Ennek a kínai írásjegynek a japán kiejtése a zen.
A dhjána meditációnak nyolc szintje van, amelyből az első négy a "forma dhjánák" (vagy szamádhi), a második a "forma nélküli dhjánák". Az első szinten jelen van a fogalmi gondolkodás, a megkülönböztető gondolkodás, az öröm, a boldogság és a koncentráció. A második szinten a tudatban már csak az öröm, a boldogság és a koncentráció van jelen. A harmadik szinten már csak a boldogság és a koncentráció van jelen, amihez társul a felülemelkedett egykedvűség. A negyedik szinten a tudatban csak a koncentráltság és a felülemelkedett egykedvűség van jelen. Az ötödik dhjánába belépve a meditáló tudatában csak a határtalan tér van, az azt követő szinten pedig már csak a határtalan tudat. A hetedik szinten a tudat semmilyenségen időzik. A legmagasabb szint az észlelés és nem észlelés állapota.

## A négy dhjána és a négy alak nélküli alap jellemzése
A Maddzshima-nikája 26:34-42, Arijaparijeszana-szuttája ("A nemes keresés") a következőképpen jellemzi a négy rúpa dhjánát ("forma dhjánát"), a négy arúpa dhjánát ("forma nélküli dhjánát") és a sannyá-vedajita-nirodhát (az észlelés és érzés megszüntetését):
első dhjána
"Jobb lesz, ha mi most olyan helyen tanyázunk le, ahol nem tud elérni bennünket a vadfogó és a vadfogó segédei.” […] És olyan helyen tanyáztak le, ahol nem tudta elérni őket a vadfogó és segédei. Ott letanyázva, nem vetették rá magukat a csalétekre, […] és nem ejtette őket kedve szerint zsákmányul a vadfogó a csalétek mellett. Mi ez a hely, ahol nem tudja elérni őket a Kísértő és a Kísértő segédei, szerzetesek? Ha a szerzetes minden vágytól távol, minden bajtól távol, eltávolodása szülte, elmélkedve elgondolkozó, boldog örömben az első révület állapotába (első dhjána) jut. Az ilyen szerzetesről ezt mondják: „Megvakította a Kísértőt, kioltotta a Kísértő szeme világát (Mára), láthatatlanná vált a Kísértő számára.
második dhjána
"Ugyanígy az a szerzetes, aki az irányított gondolatok és kiértékelések lecsillapításával belép és megmarad a második dhjánában: szakadás és öröm fakad a nyugalomból, a gondolatmentes és kiértékeléstől mentes tudatosság összpontosul — önbizalom. Ez a szerzetes megvakította Márát. Nyomok híján elpusztította Mára látását és láthatatlanná vált a Kísértő előtt.
harmadik dhjána
"Ugyanígy az a szerzetes, aki a halványuló szakadás által, egykedvű, tudatos és éber marad, az érzékek örömöt lelnek a testben. Belép és megmarad a harmadik dhjánában, amelyről a Nemesek úgy tartják, hogy 'egykedvű és tudatos', kellemes tartózkodási hely. Ez a szerzetes megvakította Márát. Nyomok híján elpusztította Mára látását és láthatatlanná vált a Kísértő előtt.
negyedik dhjána
"Ugyanígy az a szerzetes, aki hátra hagyata az örömöket és a stresszt belép és megmarad a negyedik dhjánában: az egykedvűség és tudatosság tisztaságába, a sem-öröm-sem-fájdalom állapotába. equanimity & mindfulness, neither-pleasure-nor-pain. Ez a szerzetes megvakította Márát. Nyomok híján elpusztította Mára látását és láthatatlanná vált a Kísértő előtt.
A tér végtelensége
Ezen a szinten a tér-idő folyamatosság maradványai, a térbeli-időbeli tudatosság még léteznek, de ez már olyan, mintha minden tartalmát kiürítették volna – mint a határtalan tér. Ez nem eszméletlenség, hanem a tudatosságnak vagy éberségnek egy nagyon finom formája, melyben az én már semmiféle értelemben nincs jelen, mint ahogy nincs jelen semmi olyasmi sem, ami az énnel szembeállítható lenne.
"Ugyanígy az a szerzetes, aki a [fizikai] forma észlelését teljesen meghaladta, az ellenállás észlelésének eltűnésével, nem törődve a diverzitás észleléseivel, belép és megmarad a 'végtelen tér' dimenziójában. Ez a szerzetes megvakította Márát. Nyomok híján elpusztította Mára látását és láthatatlanná vált a Kísértő előtt.
A tudatosság végtelensége
A második forma nélküli dhjána az eloldódott tudatosság, amelyben még a térbeli-időbeli tudatosság érzete is megszűnik. De ez sem eszméletlenség, inkább olyan, mint amikor maga a tudatosság eloldódott mindentől. Nem érintkezik semmivel, nincs kapcsolata semmivel. A tudatosság nem szűnik meg, de egyáltalán semminek sincs a tudatában. Egy nagyon mély, nagyon finom "állapotról" van szó. A mindennapi visszatükröző tudatosság eltűnik. Még az alapvető térbeli tudatosság is megszűnik, bár egy finom éberség megmarad.
"Ugyanígy az a szerzetes, aki a végtelen tér dimenzióját is meghaladja, belép és megmarad a végtelen tudat állapotába. Ez a szerzetes megvakította Márát. Nyomok híján elpusztította Mára látását és láthatatlanná vált a Kísértő előtt.
Az üresség dimenziója
A harmadik forma nélküli dhjána az "üresség". Nincs térbeli-időbeli tudatosság, nincs semmiféle tudati tartalom. Ezért Gautama joggal írja le úgy, mint semmi vagy üresség. Nincs többé semmiféle tudatos éberség – mégsem öntudatlan állapot. Tisztán éber, de oly módon, hogy az a hétköznapi tudatosság számára elképzelhetetlen.
"Ugyanígy az a szerzetes, aki a végtelen tudatosság teljes meghaladásával belép és megmarad az üresség dimenziójában. Ez a szerzetes megvakította Márát. Nyomok híján elpusztította Mára látását és láthatatlanná vált a Kísértő előtt.
A sem észlelés, sem nem-észlelés dimenziója
A negyedik forma nélküli dhjána a sem észlelés, sem nem-észlelés, amelyben nincs gondolkodás, nincsenek érzések és nincs semmiféle észlelő sem. Teljesen zavartalan, koncentrált állapot, ugyanakkor nem is az öntudatlanság űrje és nem is a nirvána állapota.
"Ugyanígy az a szerzetes, aki az üresség dimenzióját meghaladja, belép és megmarad a sem észlelés, sem nem-észlelés tudatállapotába. Ez a szerzetes megvakította Márát. Nyomok híján elpusztította Mára látását és láthatatlanná vált a Kísértő előtt.
Az észlelés és az érzések megszűnése
"Ugyanígy az a szerzetes, aki meghaladja a sem észlelés, sem nem-észlelés dimenzióját, belép és megmarad az észlelés és érzés megszűnésének tudatállapotába. Ezzel a tudatának rossz tulajdonságai teljesen megszűnnek. Ez a szerzetes megvakította Márát. Nyomok híján elpusztította Mára látását és láthatatlanná vált a Kísértő előtt. A világ dolgaihoz nem kötődik tovább, gondtalanul jár, áll, ül és fekszik. Hogy lehet ez? Mert meghaladta a Kísértő hatókörét."

## Eredete
Buddha idejében létezett a srámana mozgalom, amelyben aszkéták osztoztak a tanításaikon és gyakorlataikon. Bronkhorst szerint a dhjána Buddha saját hozzájárulása volt az ősi indiai vallási gyakorlatokhoz. Wynne szerint a forma nélküli meditációs elsajátítás a brahmanikus gyakorlatokba lett beépítve. Ezeket a gyakorlatokat párosították a tudatosság és belátás meditációihoz, majd újraértelmezték azokat. A szamádhi élmény négy dhjánára való felosztása, úgy tűnik, hogy buddhista újítás. Ezt vette át később nem teljes formájában a Mokṣadharma, a Mahábhárata egyik része. Kalupahana szerint Buddha egyszerűen csak "visszatért a meditációs gyakorlatokhoz", amelyeket Alara Kálamától és Uddaka Ramaputtától tanult.
Rhys Davids és Maurice Walshe arra hivatkozik, hogy a "szamádhi" fogalom nem szerepel egyik buddhizmus előtti szövegben sem. A kifejezés először a Tipitakában szerepel és csak azután jelent meg a Maitrajánija Upanisád-ban. Azonban Matsumoto szerint "a dhjána és szamahita (a szamádhiba való belépés) már szerepelt az Upanisad szövegekben, még a buddhizmus megjelenése előtt".

## A dhjána és a szamádhi
Henepola Gunaratana szerint a "djhána" fogalma szorosan összefügg a "szamádhi" fogalmával, melynek jelentése "összpontosítás". A "szamádhi" kifejezés szinte felcserélhető a "szamatha", derű kifejezéssel.
A szuttákban a szamádhi mentális egyhegyűséget, koncentrációt fejez ki. Buddhagósza magyarázata alapján a tudatosság és annak kísérőjelenségeinek összegyűjtése egyenlően és helyesen egy bizonyos tárgyra... zavartság és szétszórtság nélkül (Vism.84-85; PP.85).
A szamádhi fogalom legtágabb értelmezésben azokra a gyakorlatokra használják, amelyeket a nyugalom kifejlesztésére használják. Ebben az értelemben a szamádhi és a dhjána jelentése közel áll egymáshoz. Mindazonáltal, nem teljesen azonosak. A szamádhi csupán egy mentális tényezőre vonatkozik (egyhegyűség), míg a dhjána a teljes tudatosságra vonatkozik.

## Dhjána a különböző buddhista irányzatokban
Théraváda

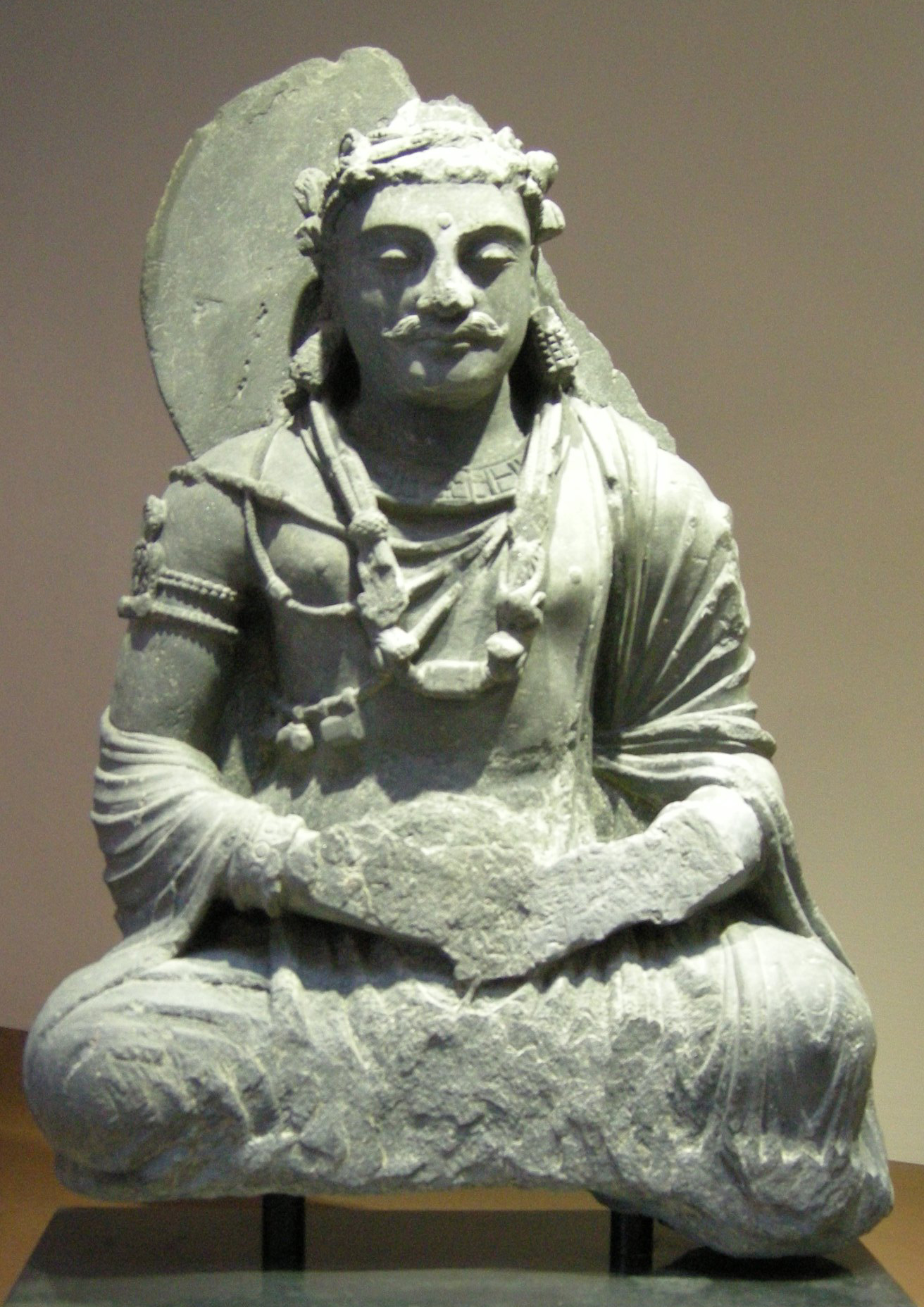
Bódhiszattva ülőmeditáció közben. Afganisztán, 2. század

A théraváda hagyományban a meditáló arra használja a dhjánát, hogy lenyugtassa, megerősítse és élesítse tudatát annak érdekében, hogy a jelenségek igaz természetét vizsgálni tudja, és belátást nyerjen az állandótlanság, a szenvedés és az éntelenség természetébe.
Mahájána
A mahájána buddhizmuson belül több iskola gyakorlatába is szorosan beletartozik a dhjána meditáció. Mindegyik különböző buddhista szútrából, filozófiai értekezésből és szövegmagyarázatból indul ki, mindegyik máshova helyezi a hangsúlyt, más a kifejezésmódja és a filozófiai megközelítése. Mindegyik iskolának megvan a saját meditációs módszere a szamádhi és a pradzsnyá (bölcsesség) kifejlesztésére, hogy a legvégén elérjék a megvilágosodást.
Vadzsrajána
B. Alan Wallace szerint a modern tibeti buddhizmusban nem helyeznek nagy hangsúlyt a "hozzáférési" koncentrációnál magasabb szintű koncentrációs elérési szintekre. Úgy véli, ennek az lehet a magyarázata, hogy gyakorlatilag az összes tibeti buddhista meditáló tantrikus technikák használatával kívánja elérni a megvilágosodást, amelyekhez szükség van érzékelésből származó vágyra és a saját tudattal kapcsolatos szenvedélyre, amelyeket a dhjána meggátol. Ennek ellenére Wallace lefordította Congkapa Az ösvény szintjei című klasszikus művét, amely az egykedvűség és a belátás kifejlesztéséről szól meditáció közben.

## Tudományos vizsgálatok
Nagyon kevés tudományos vizsgálatot végeztek ezekkel a mentális állapotokkal kapcsolatban. 2008-ban egy elektroenkefalográfiás vizsgálat során arra jutottak, hogy "jelentős különbségek mutatkoznak az agy bizonyos területein, amikor a meditáló valamelyik dhjána tudatállapotban van illetve, amikor normál nyugalmi állapotban van.